# Alfa Comae Berenices
Alfa Comae Berenices (alfa Com, α Com, α Comae Berenices), conosciuta anche con il nome tradizionale di Diadema, è una stella binaria di magnitudine +4,32 che si trova a 60 anni luce di distanza dal sistema solare, nella costellazione della Chioma di Berenice. Nonostante le sia stata attribuita la lettera greca α è leggermente meno luminosa di β Comae Berenices. L'origine del nome Diadema pare sia riferito alla corona della regina Berenice II.

## Osservazione
Grazie alla sua posizione non fortemente boreale, può essere osservata dalla gran parte delle regioni della Terra, sebbene gli osservatori dell'emisfero nord siano più avvantaggiati. Nei pressi del circolo polare artico appare circumpolare, mentre resta sempre invisibile solo in prossimità dell'Antartide. La sua magnitudine pari a +4,32, fa sì che possa essere scorta solo con un cielo sufficientemente libero dagli effetti dell'inquinamento luminoso.
Il periodo migliore per la sua osservazione nel cielo serale ricade nei mesi compresi fra fine marzo e agosto; da entrambi gli emisferi il periodo di visibilità rimane indicativamente lo stesso, grazie alla posizione della stella non lontana dall'equatore celeste.

## Caratteristiche fisiche
Le due componenti del sistema binario sono di caratteristiche pressoché simili; entrambe sono di tipo spettrale F5V con una temperatura superficiale attorno ai 6500 K. Ognuna delle due è del 25% più massiccia del Sole e 2,5 volte più luminosa. Il periodo orbitale delle due componenti attorno al comune centro di massa è di 25,85 anni, ad una distanza l'una dall'altra che varia da 6 a 19 UA. Le stelle sono risolvibili quando si trovano al loro apoastro; in questo caso infatti la loro distanza visuale è di 0,7 secondi d'arco.